# Франклин, Уильям Эдвин
Уильям Эдвин Франклин (англ. William Edwin Franklin, род. 3 мая 1930, Parnell, Айова) — американский прелат Римско-католической церкви. Он служил вспомогательным епископом Архиепархии Дубьюка в Айове с 1987 по 1993 год и епископом Давенпортской епархии, также в Айове, с 1993 по 2006 год.

## Биография

### Ранние годы
Франклин родился 3 мая 1930 года в Парнелле, штат Айова, в семье Джона и Матильды (Милхолин) Франклин. Он получил образование в местной приходской школе и в бывшей средней школе Святого Патрика в Сидар-Рапидс, штат Айова. Он окончил колледж Лорас в Дубьюке и учился на священника в семинарии Маунт-Сен-Бернар в Дубьюке.

### Священство
Франклин был рукоположен в священники Архиепархии Дубьюка 4 февраля 1956 года архиепископом Лео Бинцем в соборе Святого Рафаэля в Дубьюке. После рукоположения он стал секретарём почётного архиепископа Генри Ролмана, а затем он был назначен помощником пастора прихода Св. Иоанна в Индепенденсе, штат Айова. С 1959 по 1974 год Франклин был преподавателем в средней школе Валерт в Дубьюке. С 1974 по 1976 год он служил помощником пастора прихода Святой Марии и преподавателем средней школы Колумбуса в Уотерлу, штат Айова.
Франклин служил пастором прихода Св. Франциска Ассизского в Файете, штат Айова, и прихода Св. Франциска Ксаверия в Хоукай, штат Айова, с 1976 по 1980 год. Франклин стал пастором в 1980 году прихода Непорочного зачатия в Гилбертвилле, штат Айова, а затем стал пастором прихода Св. Эдварда в Уотерлу, штат Айова. В 1984 году он был назначен деканом благочиния Уотерлу.

### Вспомогательный епископ Дубьюка
29 января 1987 года Папа Иоанн Павел II назначил Франклина титулярным епископом Суристы и вспомогательным епископом Дубьюка. Он был рукоположен в епископа архиепископом Даниилом Кучерой 1 апреля 1987 года в соборе Святого Рафаила в Дубьюке. Почётный архиепископ Джеймс Бирн и вспомогательный епископ Фрэнсис Данн выступили в качестве основных сосвятителей. После рукоположения Франклин был назначен епископальным викарием региона Уотерлу архиепархии. Его офис находился в приходском доме Святого Иосифа в Уотерлу.

### Епископ Давенпорта
12 ноября 1993 года Иоанн Павел II назначил Франклина седьмым епископом Давенпортской епархии. Он был утверждён 20 января 1994 года архиепископом Кучерой в соборе Святого Сердца в присутствии апостольского нунция в США архиепископа Агостино Каччавиллана.
Франклин пересмотрел структуру епархии, создав Управление пастырского служения, которое объединило служения литургии, образования и социальной деятельности в одном офисе, чтобы облегчить коммуникации. Он заменил епархиальный пастырский совет созывом пастырского совета. Созыв объединил духовенство, религиозные ордена и прихожан. Франклин также реструктурировал деканаты, включив в них советы благочиний, опять же, чтобы облегчить общение между епархией и её прихожанами.
10 октября 2006 года епархия подала заявление о защите от банкротства согласно главе 11 Кодекса США о банкротстве. По словам Франклина, это было сделано для того, чтобы должным образом организовать урегулирование исков о сексуальном насилии, с которыми столкнулась епархия.

### Отставка
12 октября 2006 года Папа Бенедикт XVI принял заявление Франклина об отставке с поста епископа Давенпорта. Франклин-холл, общежитие в Университете Св. Амвросия в Давенпорте, штат Айова, названо в его честь.